# Колісник Василь Богданович
Василь Богданович Колісник — актор Львівського академічного театру імені Леся Курбаса, поет, засновник та ведучий подкасту радіо «Скорбота». Учасник Літературної студії «87» імені Юрія Завадського. Учасник багатьох всеукраїнських читань і батлів (переможець Четвертого Чернівецького поетичного батлу, 2012). Засновник «стилю 87». Автор поетичних збірок «21» і «Pixels».

## Життєпис
Народився 2 січня 1990 року в селі Конюхи, Тернопільська область, Козівський район. Мама — Колісник Ганна Петрівна, вчителька християнської етики та зарубіжної літератури в Конюхівській ЗОШ I—II ступенів; тато — Колісник Богдан Ярославович, тракторист в Лісгоспі. Має старшу сестру Оксану.
У 1996—2007 роках Василь навчався у Конюхівській загальноосвітній школі I—III ступенів. Паралельно, у 1999—2006 роках навчався у музичній школі по класу фортепіано (не маючи вдома інструменту). Закінчив з відзнакою.
У 2007—2012 роках вчився у Тернопільському національному педагогічному університеті ім. Володимира Гнатюка на державному і всі 5 років отримував стипендію.
У 2008 році співзаснував Літературну студію «87» імені Юрія Завадського.
У 2009 року почав працювати актором у Тернопільському молодіжному театрі «Калейдоскоп».
У 2011 році видав першу збірку «21» у видавництві «Крок», а у 2012 другу — «Pixels».
У липні 2012 року — актор Чернівецького академічного обласного українського музично-драматичного театру ім. Ольги Кобилянської.

## Проекти
Подкаст-шоу «Радіо Скорбота». Ідея і назва подкасту виникла у 2015 році в потязі Львів-Черкаси. Дорогою, слухаючи укрзалізничне радіо, Василь сказав: «Це якесь радіо Скорбота!». Так і придумалася назва подкасту-шоу «Радіо Скорбота».
У 2016 році Сашко Міщук та Василь Колісник заснували подкаст-шоу «Радіо Скорбота».
19 грудня 2016 року Сашко Міщук створив студію українізації «Дві Сімки» яка слугувала технічною базою для проекту. Сашко виконував роль звукорежисера, а Василь Колісник — ведучим. 26 грудня 2016 року вийшов перший подкаст. До команди подкаст-шоу «Радіо Скорбота» доєдналась Оля Децюк на посаду ведучої рубрики «Щось живе» (2017), Ольга Володимирівна на посаду дизайнера (грудень 2017). У команді також ще є дві співведучі «Пабу Dепресія»: Мар'яна Фариняк і Ганнуся Сабара.

### «Стиль 87»
Засновник стилю читання поезій — «Стиль 87». Цей стиль передбачає формування однієї поезії з багатьох різних текстів і його читання.

## Освіта
1996—2007 Конюхівська загальноосвітня школа I—III ступенів.
1999—2006 Конюхівська музична школа.
2007—2012 Тернопільський національний педагогічний університет ім. Володимира Гнатюка (інститут мистецтв), курс В'ячеслава Хім'яка, спеціальність «театральне мистецтво».

## Акторський досвід

### Тернопільський молодіжний театр «Калейдоскоп»
- 2009 Зелений, «Різниця» Артем Вишневський
- 2010 Третій, «Клаптикова порода» Артем Вишневський (включала в себе п'ять різних образів: Фест, Адміністратор, Водій, Бовдур, Служник.)

### Тернопільський національний педагогічний університет імені Володимира Гнатюка
- 2012 Дипломна вистава Дж. Скарначі  і Р. Тарабузі «Моя професія — сеньйор з вищого світу» роль Веллуто (у першому складі) і роль Віторіо (у другому складі).

### Чернівецький музично-драматичний театр імені Ольги Кобилянської
- 2012 Автор, «Різдвяна ніч» за Миколою Гоголем
- 2012 Дружба, «Як козакам роги виправляють, або Приборкання норовливої» за Юрієм Федьковичем і Вільямом Шекспіром
- 2012 Іохай, «Мандрівні зорі, або життя-театр» за Шолом-Алехемом
- 2012 Вовк, «Ще раз про червону шапочку»
- 2013 Наташа, «Інцидент» Луїджі Лунарі
- 2013 Слуга Степан, «Кохання в стилі Бароко» Ярослав Стельмах
- 2013 Дорош, «Панночка» Ніна Садур за Миколою Гоголем

### Львівський академічний театр імені Леся Курбаса[9]
- 2014 Мальволіо, «…п'єса Шекспіра „12 ніч“ зіграна акторами далекої від Англії країни що і не знали ніколи слів Шекспіра..» КЛІМ[10]
- 2015 Батько, «Благодарний Еродій» Григорій Сковорода
- 2015 Не Хор, «Так казав Заратустра» за Ніцше/КЛІМом
- 2016 Антігон та Камілло «Зимова казка» Вільям Шекспір[11]
- 2016 Місіс Венебл, «Раптом минулого літа» за Теннессі Вільямсом
- 2018 Рей Дулі, «Королева краси» Мартін МакДонах

## Участь в українських та міжнародних театральних фестивалях, проектах
З театром «Калейдоскоп»
- 2010 театральний фестиваль недержавних театрів «Курбалесія». З виставою «Різниця» А. Вишневського.
- 2010 міжнародний фестиваль  мистецтв «Фортмісія». З виставами «Різниця» та «Клаптикова порода» А. Вишневського.
- 2010 міжнародний театральний  фестиваль «Драбина». З виставою «Різниця» А. Вишневського.
- 2010 театральний перформанс «Маланка» та «Українське весілля» у Тернополі.

З театром Лесі Українки
- 2019 на 22 KULT FESTIVAL в Усті над Лабем (Чехія) з виставою «Люди».

## Фільмографія
- 2018 Короткометражний фільм «Метелики», режисерка — Софія Дорошенко
- 2020 Терен, «Екс», режисер — Сергій Лисенко[12][13]

## Режисерський досвід
- 2018 (грудень) «ПГТ: Текст. Драма. Рогалики.» П'єса «ПГТ» драматургині Лєни Лягушонкової у режисурі Василя Колісника
- 2019 «Люди» Моніка Каньова, Львівський академічний театр ім. Лесі Українки.[14][15]

## Викладацька діяльність
1 березня 2018—2019 року — викладав сценарне мистецтво у молодій школі відеоблогу при YMCA (найбільша та найдавніша всесвітня організація для розвитку молоді)
- 2019 розробив і читає власний курс-лекцій про подкасти для  Media-House.

## Нагороди та відзнаки
- 2019 Відзнака Львівської міської ради «Найкращий працівник культури» у сфері «театральне мистецтво».